# Antietam National Battlefield

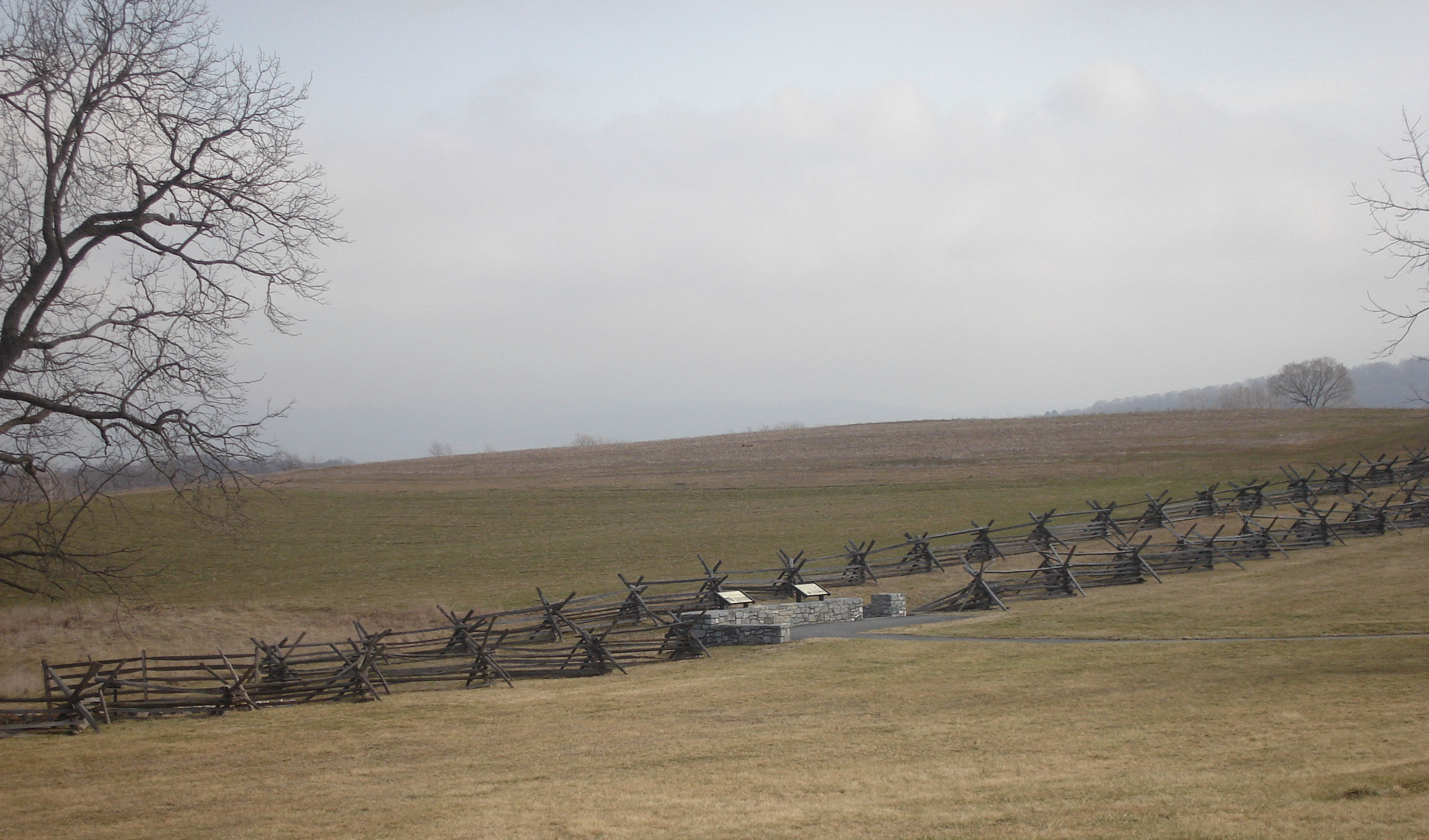
Bloody Lane.

Antietam National Battlefield, vid Antietam Creek i Sharpsburg i Maryland, är en minnesplats för slaget vid Antietam som utkämpades där den 17 september 1862 under det amerikanska inbördeskriget.